# غوروديشتشي (فولغوغراد)
غوروديشتشي (بالروسية: Городище) هي مدينة في مقاطعة فولغوغراد أوبلاست في روسيا.
يبلغ عدد سكانها حوالي 20313 نسمة.

## أعلام
- ألبينا ديزهانابوف